# Manus Boonjumnong
Manus Boonjumnong (Thai: มนัส บุญจำนงค์, Aussprache: [má-nát bun-ʤam-noŋ]; * 23. Juni 1980 in Phong Sawai, Provinz Ratchaburi) ist ein ehemaliger thailändischer Boxer. Er gewann die Goldmedaille im Halbweltergewicht bei den Olympischen Spielen 2004 und die Silbermedaille in derselben Gewichtsklasse bei den Olympischen Spielen 2008.
Sein Bruder Non Boonjumnong war ebenfalls ein erfolgreicher Boxer.

## Amateurkarriere
Manus Boonjumnong wurde im Alter von 15 Jahren vom thailändischen Nationaltrainer Juan Fontanils als Talent erkannt und anschließend unter Einbeziehung der Trainer Kamanit Manirat und Chumpol Chamnarnmat gefördert. Den internationalen King's Cup in Bangkok gewann er 2002, 2004 und 2007.
Bei den Asienmeisterschaften 2002 und auch den Asienspielen 2002 erreichte er jeweils das Viertelfinale.
Bei den Weltmeisterschaften 2003 gewann er dann eine Bronzemedaille im Halbweltergewicht. Nach Siegen gegen Bayarjargal Bayanmunkh aus der Mongolei, Nurschan Karimschanow aus Kasachstan und Dimitar Schtiljanow aus Bulgarien, schied er im Halbfinale gegen den Russen Alexander Maletin aus. Im Dezember 2003 gewann er zudem die Goldmedaille bei den Südostasienspielen.
Nachdem er bei den Asienmeisterschaften 2004 im Achtelfinale ausgeschieden war, gewann er jedoch die asiatische Olympiaqualifikation 2004 durch Siege gegen Toar Sompotan aus Indonesien, Vijender Kumar aus Indien, Morteza Sepahvand aus dem Iran und Nurschan Karimschanow. Er konnte anschließend an den Olympischen Spielen 2004 teilnehmen und kämpfte sich gegen Spyridon Ioannidis aus Griechenland, den philippinischen Asienmeister Romeo Brin, den französischen Weltmeister Willy Blain und den rumänischen Gewinner der europäischen Olympiaqualifikation Ionuț Gheorghe ins Finale vor, wo er den Kubaner Yudel Johnson besiegen konnte und Olympiasieger wurde.
2006 gewann er auch die Asienspiele gegen Bjambyn Tüwschinbat aus der Mongolei, Xia Wenjie aus China, Morteza Sepahvand, Serik Säpijew aus Kasachstan und Shin Myung-hoon aus Südkorea. Bei den Weltmeisterschaften 2007 unterlag er dann aber in der Vorrunde gegen Masatsugu Kawachi aus Japan. Im Dezember 2007 gelang ihm erneut der Gewinn der Südostasienspiele.
Im Februar 2008 gewann er die asiatische Olympiaqualifikation, wobei er Faraj Al Matbouli aus Jordanien, Berdymurad Sackatow aus Turkmenistan, Bjambyn Tüwschinbat und Maimaitituersun Qiong aus China besiegen konnte. Zusammen mit Somluck Kamsing, Udomporn Polsak, Wijan Ponlid und Pawina Thongsuk trug er 2008 die olympische Fackel durch Bangkok und war auch Thailands Flaggenträger bei der olympischen Eröffnungszeremonie. Bei den Olympischen Spielen 2008 schlug er Masatsugu Kawachi, Serik Säpijew und den Kubaner Roniel Iglesias, ehe er im Finale gegen Félix Díaz aus der Dominikanischen Republik unterlag und somit die Silbermedaille gewann.
2011 gewann er noch eine Bronzemedaille im Mittelgewicht bei den Südostasienspielen.

## Profikarriere
Boonjumnong gewann sein Profidebüt am 27. Juni 2015 und blieb auch in vier weiteren Kämpfen ungeschlagen, ehe er am 22. April 2016 gegen den Kanadier Ryan Ford verlor und daraufhin seine Boxkarriere beendete.

## Sonstiges
Nach seiner Wettkampfkarriere arbeitete er als Boxtrainer in Thailand.